# Phyllodromica striolata
Phyllodromica striolata är en kackerlacksart som beskrevs av Bohn 1992. Phyllodromica striolata ingår i släktet Phyllodromica och familjen småkackerlackor.
Artens utbredningsområde är Spanien. Inga underarter finns listade i Catalogue of Life.